# Campeonato Europeo de Bádminton de 1994
El XIV Campeonato Europeo de Bádminton se celebró en Den Bosch (Países Bajos) del 10 al 17 de abril de 1994 bajo la organización de la Unión Europea de Bádminton (EBU) y la Unión Neerlandesa de Bádminton.

## Medallistas
| Evento               | Oro                                                      | Plata                                        | Bronce |
| -------------------- | -------------------------------------------------------- | -------------------------------------------- | --- |
| Individual masculino | Poul-Erik Høyer Larsen Dinamarca                         | Tomas Johansson · Suecia                     | Jens Olsson · Suecia Anders Nielsen · Inglaterra                                                           |
| Dobles masculino     | Christopher Hunt Simon Archer Inglaterra                 | Andrei Antropov · Nikolai Zuyev · Rusia      | Christian Jakobsen Jens Eriksen Dinamarca Henrik Svarrer Jim Laugesen Dinamarca                            |
| Individual femenino  | Lim Xiaoqing · Suecia                                    | Catrine Bengtsson · Suecia                   | Christine Magnusson · Suecia Pernille Nedergaard · Dinamarca                                               |
| Dobles femenino      | Christine Magnusson · Lim Xiaoqing · Suecia              | Lisbet Stuer-Lauridsen Lotte Olsen Dinamarca | Gillian Clark · Julie Bradbury · Inglaterra Erica van den Heuvel · Maria Bengtsson · Países Bajos · Suecia |
| Dobles mixto         | Michael Søgaard · Catrine Bengtsson · Dinamarca · Suecia | Christian Jakobsen Lotte Olsen Dinamarca     | Pär-Gunnar Jönsson · Maria Bengtsson · Suecia Ron Michels · Erica van den Heuvel · Países Bajos            |

## Medallero
| Núm. | País         | Oro | Plata | Bronce | Total |
| ---- | ------------ | --- | ----- | ------ | ----- |
| 1    | Suecia       | 3   | 2     | 4      | 9     |
| 2    | Dinamarca    | 2   | 2     | 3      | 7     |
| 3    | Inglaterra   | 1   | 0     | 2      | 3     |
| 4    | Rusia        | 0   | 1     | 0      | 1     |
| 5    | Países Bajos | 0   | 0     | 2      | 2     |
|      | TOTAL        | 6   | 5     | 11     | 22    |